# Гельвецизм
Гельвеци́змы (нем. Helvetismus, от новолат. Helvetia и суфф. -ismus) — слова, употребляемые в Немецкой Швейцарии носителями швейцарского варианта немецкого языка, но не характерные для немецкого языка в Германии или Австрии (например, Müesli, parkieren). Существуют также гельвецизмы, возникшие в Швейцарии, но используемые на территории других немецкоговорящих государств (Müsli, Putsch). В широком смысле под гельвецизмом понимают любую языковую особенность немецкого языка в Швейцарии, учитывая фонетические, грамматические и орфографические особенности.
В зависимости от сферы применения выделяют гельвецизмы швейцарского диалекта, когда лексика употребляется в устной форме, и гельвецизмы швейцарского варианта, когда лексика зафиксирована и используется на письме. В других государствах D-A-CH также существуют аналогичные обозначения для лексических особенностей своих вариантов: в Австрии — австрицизмы, в Германии — тевтонизмы.
Большая часть гельвецизмов происходит из алеманнского диалекта (например, Beiz, Guetzli, Hag, Metzgete, Morgenessen, Rande, Rüebli, Sackmesser), часть — из французского языка (Poulet, Coiffeur и др.). В современных условиях в список гельвецизмов включаются также некоторые английские заимствования (Goalie, Penalty).